# Karabasz (Tatarstan)
Karabasz – osiedle typu miejskiego w Rosji, w Tatarstanie. W 2010 roku liczyło 5005 mieszkańców.